# کریستوفر پریوس
کریستوفر پریوس (انگلیسی: Christoph Preuß؛ زادهٔ ۴ ژوئیهٔ ۱۹۸۱) بازیکن فوتبال اهل آلمان است.
از باشگاه‌هایی که در آن بازی کرده‌است می‌توان به باشگاه فوتبال آینتراخت فرانکفورت، باشگاه فوتبال بایر ۰۴ لورکوزن، و باشگاه فوتبال بوخوم اشاره کرد.
وی همچنین در تیم‌های ملی فوتبال زیر ۲۰ سال آلمان، زیر ۲۱ سال آلمان، و Germany national football B team بازی کرده‌است.